# Javi Serrano
Javier "Javi" Serrano Martínez  (Madrid, 16 januari 2003) is een Spaans voetballer die bij voorkeur als middenvelder speelt. Hij speelt bij Atlético Madrid.

## Clubcarrière
Serrano tekende in 2020 zijn eerste profcontract bij Atlético Madrid, de club waar hij al sinds zijn zevende onder contract staat. Op 3 november 2021 liet Diego Simeone Serrano debuteren in de Champions League tegen Liverpool. Op 22 april 2022 startte Serrano voor het eerst in de basiself tegen Granada CF.